# Gustave Charpentier
Gustave Charpentier (25. června 1860 Dieuze – 18. února 1956 Paříž) byl francouzský hudební skladatel.

## Život
Gustave Charpentier se narodil 25. června 1860 v Dieuze na severu Francie jako syn pekaře. Zjevné hudební nadání mu umožnilo získat mecenáše, který financoval jeho studia na konzervatoři v Lille. Od roku 1881 pokračoval ve studiu na pařížské konzervatoři. Od roku 1885 byl jeho učitelem skladby Jules Massenet. V roce 1887 získal Prix du Rome za kantátu Didon. Během svého pobytu v Římě zkomponoval orchestrální suitu Impressions d'Italie a začal s prací na libretu i hudbě svého nejslavnějšího dílo, opery Louise.
Po návratu do Paříže se Charpentier usadil na Montmartru, zkomponoval několik písní na texty Charlese Baudelaira a Voltaira a hlavně se věnoval dokončení opery Louise. Opera měla premiéru 2. února 1900 v Opéra-Comique pod taktovkou André Messagera a měla okamžitý úspěch. Záhy byla s obdobným úspěchem uvedena na operních scénách Evropy i Ameriky. Na scéně Národního divadla v Praze se hrála již v roce 1901 a vzbudila u diváků nadšení. Příběh z pařížské dělnické čtvrti je považován za typickou ukázku francouzského verismu.
V roce 1902 založil Charpentier Conservatoire Populaire Mimi Pinson, která měla pracujícím dívkám poskytnout zdarma uměleckou výchovu. Jeho skladatelská činnost však upadala. V roce 1913 uvedl na scénu operu Julien, ou la vie d'un poète (Julien aneb život básníka), která však žádný velký úspěch nezeznamenala. Dožil se 95 let, ale žádné větší dílo již nezkomponoval.
Během První světové války založil společnosti Œuvre de Mimi Pinson a Cocarde de Mimi Pinson jejichž úkolem byla pomoc zraněným vojákům. Za svou činnost byl v roce 1900 odměněn Řádem čestné legie. V roce 1930 se stal důstojníkem a v roce 1950 velkodůstojníkem.
Zemřel v Paříži 18. února 1956 ve věku 95 let. Je pochován na hřbitově Père-Lachaise.
Jeho bratr Victor byl violoncellistou pařížské opery a později řídil populární symfonické koncerty.

## Dílo

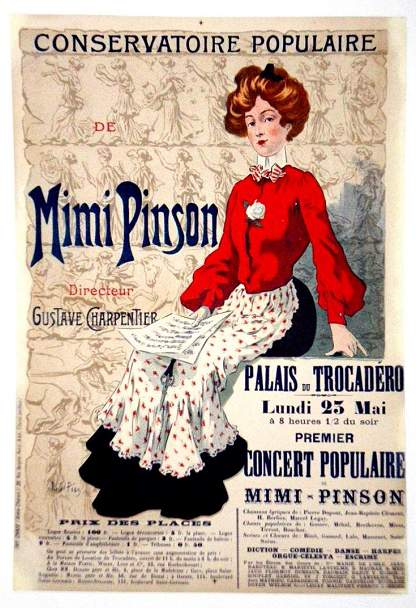
Plakát na koncert Conservatoire Populaire Mimi Pinson

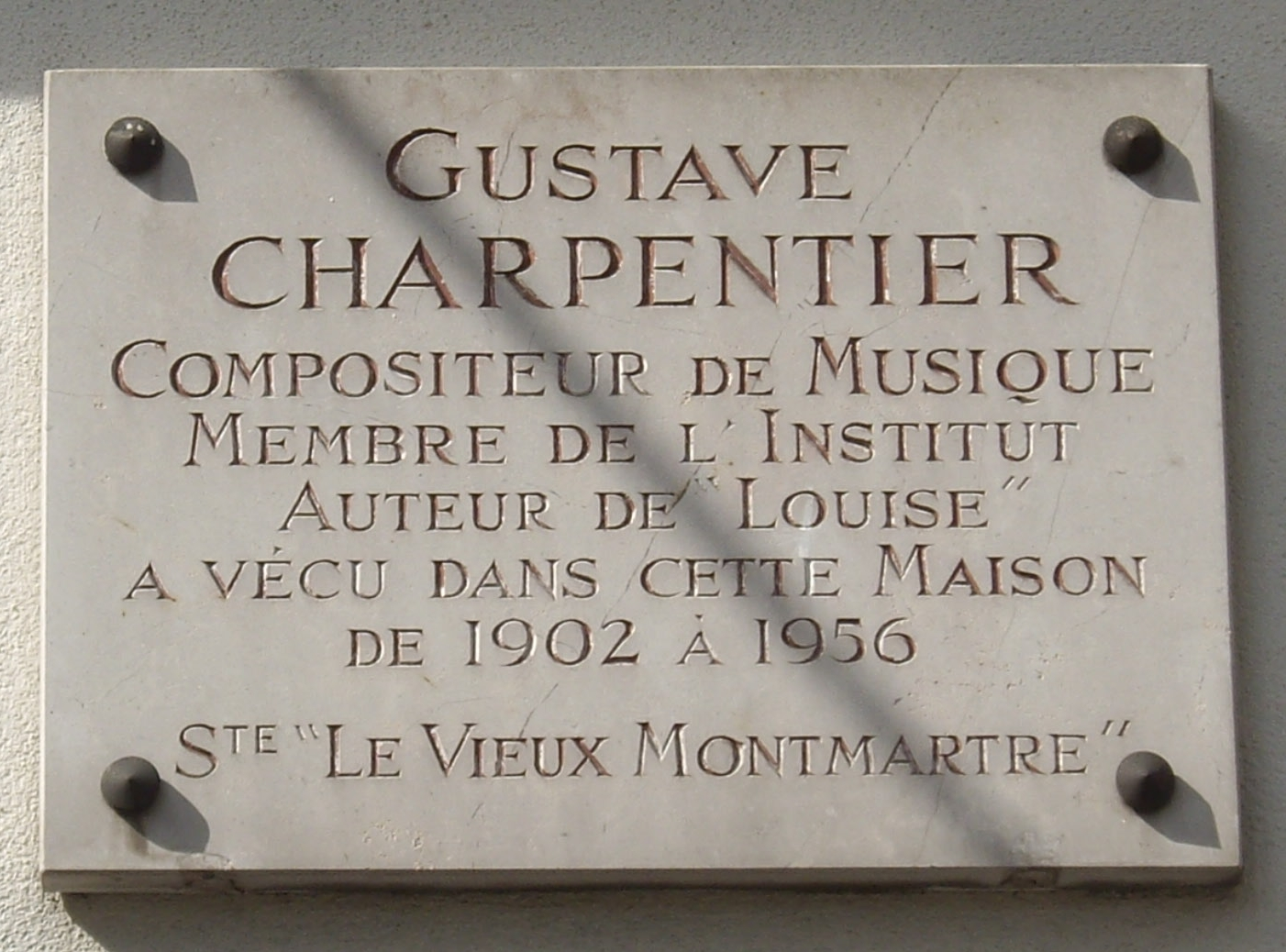
Pamětní deska na domě č. 66 boulevard de Rochechouart, Paříž

### Opery
- Louise, roman musical (libreto Gustave Charpentier, 1900 Paříž, Opéra-Comique)
- Julien ou La vie du poète, poème lyrique (1913 Paříž, Opéra-Comique)
- L'Amour du faubourg, drame lyrique (1913, neprovedeno)
- Orphée, légende lyrique (nedokončeno)

### Orchestrální skladby
- Impressions d'Italie, symfonická suita (1889)
- Munich, symfonická báseň (1911)

### Vokální skladby
- Didon, lyrická scéna (1887)
- La Vie du poète, symfonické drama pro sóla, sbor a orchestr (1888)
- La Chanson du chemin pro soprán, tenor, ženský sbor a klavír (1893)
- Impressions fausses pro baryton, mužský sbor a orchestr (1894)
- Les Fleurs du mal pro zpěv a klavír (1895)
- Sérénade à Watteau pro sóla, sbor a orchestr (1896)
- Le Couronnement de la muse pro sóla, sbor a orchestr (1897)
- Le Chant d'apothéose pro sóla, sbor a orchestr (1902)
- La Vie féerique, filmová hudba pro zpěv a orchestr (après 1913)
- Poèmes chantés (1895; 1900), písně na texty Paula Verlaina, Charlese Baudelaira, Émila Blémonta, Josepha Méryho a dalších